# ЖКК Војводина
Женски кошаркашки клуб Војводина био је српски кошаркашки клуб из Новог Сада.

## Историја
ЖКК Војводина је основан 1948. године у Новом Саду. Био је део Спортстког друштва Војводина. У својој историји два пута је био државни првак и два пута освајач националног купа.
Ана Дабовић је 17. априла 2015. године постала председница клуба упркос чињеници да је у то време била активна кошаркашица. У октобру 2016. године напустила је место председнице клуба. У децембру 2016. клуб је избачен из лиге, чиме је прекинуто постојање клуба.

## Успеси

### Национални
- Првенство Југославије:
  - Првак (2): 1968/69, 1969/70.
  - Вицепрвак (2): 1971/72, 1991/92.
- Првенство Србије и Црне Горе:
  - Вицепрвак (3): 2004, 2005, 2006.
- Првенство Србије:
  - Вицепрвак (4): 2003/04, 2004/05, 2005/06, 2014/15.
- Куп Југославије:
  - Финалиста (1): 1972.
- Куп СР Југославије:
  - Освајач (1): 2001.
  - Финалиста (3): 1995, 1998, 1999.
- Куп Србије и Црне Горе:
  - Финалиста (2): 2005, 2006.
- Куп Србије:
  - Освајач (1): 2015.
  - Финалиста (1): 2007.

### Међународни
- Регионална лига:
  - Финалиста (1): 2005/06.

## Познате играчице
- Милица Дабовић
- Ана Јоковић
- Јелена Миловановић
- Сара Крњић
- Јасмина Перазић